# Windpark Zwickau-Lippoldsruh
Der Windpark Zwickau-Lippoldsruh wurde 2015 an der Gemarkungsgrenze zwischen Zwickau und Mülsen errichtet. Betrieben wird er von der Energieanlagen Lippoldsruh Verwaltungs GmbH mit Sitz in Mülsen.
Insgesamt befinden sich am Standort drei Windkraftanlagen des Typs Vestas V112 mit einer Nennleistung von je 3,3 MW, woraus sich eine gesamte installierte Leistung von 9,9 MW ergibt. Der Rotordurchmesser der Windkraftanlagen beträgt 112 Meter und die Gesamthöhe bis zur Rotorblattspitze 196 Meter. Wie bei allen Anlagen, die eine Höhe von 100 m überschreiten, ist eine Nachtbefeuerung für den Flugverkehr installiert.
Zu erreichen ist der Windpark durch die Ortsumgehung „zum Graurock“.

## Besonderheit

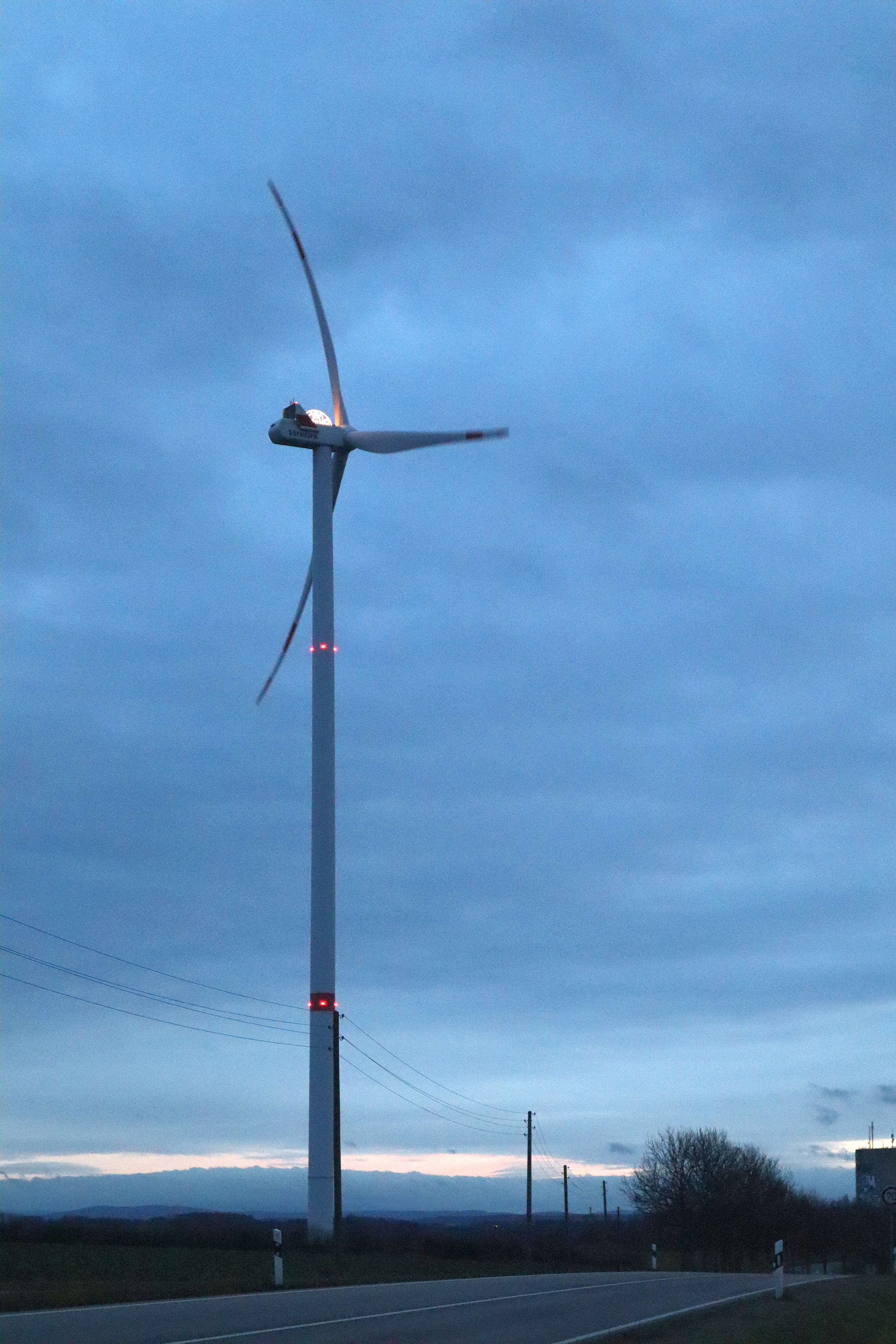
Windmühle mit Schwibbogen

Auf der Gondel des Windrades, das der Gemeinde Mülsen  am nächsten steht, in 140 m Höhe, wurde zur Weihnachtszeit 2016 ein Erzgebirgischer Schwibbogen installiert. Die Aluminiumkonstruktion ist 6 m breit und 2,45 m hoch. Sie besteht aus Vierkantprofilen, die mit Lichterketten umwickelt wurden. Der Lichterbogen wurde mit dem Lastenaufzug nach oben befördert.